# Piper ulei
Piper ulei är en pepparväxtart som beskrevs av C. Dc.. Piper ulei ingår i släktet Piper och familjen pepparväxter. Inga underarter finns listade i Catalogue of Life.